# Windlust (Westmaas)
Windlust is een in 1853 aan de Smidsweg in Westmaas gebouwde korenmolen die tot 1952 in bedrijf was. In 1864 kreeg Windlust een vrouwelijke molenaarster, Dirkje van der Jagt. Nadat van der Jagt voor de 3e keer weduwe was geworden, schilderde zij het jaartal 1864 op de molen, om haar nieuwe start te markeren. In 1868 werd molen Windlust verkocht aan de familie van der Sluis, die tot 1939 de molenaars leverde.
De familie Leeuwenburg, die een dierenspeciaalzaak onderaan de molen had, verkocht de molen in 1961 aan de gemeente Westmaas. In 1992 werd de Stichting Molens Binnenmaas eigenaar van de molen. Na een restauratie in 1962/1963 was de molen maalvaardig, maar in 2006 is Windlust stopgezet vanwege de slechte staat. De molen is in 2009 volledig gerestaureerd en regelmatig geopend voor bezoekers. Na een periode van leegstand zit er sinds juni 2019 een andere dierenwinkel onder in de molen.